# 곤쟁이
곤쟁이(학명: Neomysis awatschensis)는 곤쟁이과에 속하는 갑각류이다. 대부분 바다에 살며 작은 새우처럼 생겼다. 몸길이는 1~2cm이고, 여덟 쌍의 가슴다리가 있고 가슴다리의 기부에 노출된 아가미를 가진 점이 새우와 다르다. 암컷은 가슴부에 보육낭을 가진 것이 특징이다. 새끼는 보육낭 내에서 모든 발생단계를 지낸 후 성체에 가까운 형태로 보육낭에서 나온다. 유생은 성체와 모습이 비슷하지만 홑눈이 있다. 홑눈은 성체가 되면서 없어진다. 한국 황해에서 많이 잡히는데, 소금에 절인 것을 곤쟁이젓이라 하여 먹으며, 많이 잡히는 곳에서는 사료 및 거름으로도 쓰인다. 그리고 곤쟁이를 냉동 및 건조 가공하여 낚시 집어제로도 이용된다. 한국 연안에 서식하는 20여 종의 곤쟁이는 몸길이 약 1cm이며 '자하(紫蝦)'라고도 한다.